# TVP Bydgoszcz
TVP Bydgoszcz ist eine regionale Niederlassung der Telewizja Polska für die Woiwodschaft Kujawien-Pommern, die an alle Programmen der TVP regionale Beiträge liefert. Sie hat ihren Sitz in Bydgoszcz in der ul. Kujawska 7 und zwei Regionalstudios in Toruń und Włocławek.

## FensterprogrammTVP3 Bydgoszcz
TVP3 Bydgoszcz ist das regionale Fensterprogramm, das auf TVP Regionalna ausgestrahlt wird. Bis zum 31. August 2013 wurden die Regionalfenster der 16 regionalen Sender auf TVP Info ausgestrahlt. Seit dem 1. September werden diese 18 Stunden lang auf dem Sender TVP Regionalna ausgestrahlt.
Über aktuelle Ereignisse in der Region berichtet die Hauptnachrichtensendung Zbliżenia (dt. Nahaufnahme).

Logo bis zum 31. August 2013
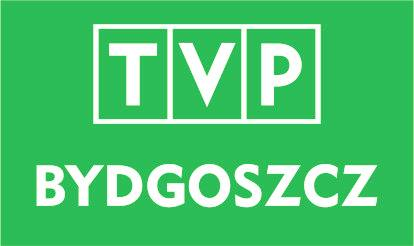
Logo vom  1. September 2013 bis Januar 2016
Aktuelles Logo vom 2016

## Weblink
- Offizielle Seite (polnisch)